# Roland Mårtensgård
Lars Roland Mårtensgård, född 9 augusti 1918 i Söderala församling, Gävleborgs län, död 27 februari 1994 i Söderhamn, var en svensk redaktör. Han var far till Lasse Mårtensgård.
Mårtensgård, som var son till hemmansägaren Lars Persson, inledde sin tidningsbana vid Söderhamns Tidning 1943–1951, där han till en början var verksam på allmänna redaktionen, men senare övergick till sporten och var i flera år tidningens sportredaktör. Han var sportchef vid Söderhamns-Kuriren/Hälsinge-Kuriren från 1951 till hösten 1955. Han var därefter i huvudsak verksam som frilansjournalist i Söderhamn och återupptog under denna tid kontakten med Söderhamns Tidning, i vilken han ofta medarbetade och för vilken han blev chefredaktör 1961.  Då sistnämnda tidning upphörde 1963 efter att ha köpts upp av tidningen Ljusnan i Bollnäs blev han redaktör vid denna tidnings Söderhamnsredaktion. 
Mårtensgård var även Sveriges Radios kontaktman i Söderhamn från 1963. Han var i nämnda stad vice ordförande i idrottsstyrelsen och styrelsesuppleant i folkparkskommittén från 1964. Han författade boken Utviksvägen i ord och bild: folk i vardag och helg, i arbete och på fritiden, näringslivet, hantverk, kommunikationer, sjöfarten, skolan, affärslivet, kyrkan och frikyrkan, jord- och skogsbruk, kultur, sport med mera från mitten av 1800-talet fram till 1990 (1990).
Mårtensgård är begravd på Söderhamns kyrkogård.